# Richview
Richview és una població dels Estats Units a l'estat d'Illinois. Segons el cens del 2000 tenia 308 habitants.

## Demografia
Segons el cens del 2000, Richview tenia 308 habitants, 115 habitatges, i 83 famílies. La densitat de població era de 107,1 habitants/km².
Dels 115 habitatges en un 34,8% hi vivien nens de menys de 18 anys, en un 56,5% hi vivien parelles casades, en un 11,3% dones solteres, i en un 27% no eren unitats familiars. En el 20,9% dels habitatges hi vivien persones soles el 8,7% de les quals corresponia a persones de 65 anys o més que vivien soles. El nombre mitjà de persones vivint en cada habitatge era de 2,68 i el nombre mitjà de persones que vivien en cada família era de 3,1.
Per edats la població es repartia de la següent manera: un 26,9% tenia menys de 18 anys, un 10,4% entre 18 i 24, un 26,9% entre 25 i 44, un 24,7% de 45 a 60 i un 11% 65 anys o més.
L'edat mediana era de 34 anys. Per cada 100 dones de 18 o més anys hi havia 97,4 homes.
La renda mediana per habitatge era de 38.125 $ i la renda mediana per família de 39.000 $. Els homes tenien una renda mediana de 30.875 $ mentre que les dones 23.125 $. La renda per capita de la població era de 15.546 $. Aproximadament el 4,9% de les famílies i el 8,8% de la població estaven per davall del llindar de pobresa.

## Poblacions més properes
El següent diagrama mostra les poblacions més properes.